# Ярошин (Люблінське воєводство)
Ярошин (пол. Jaroszyn) — село в Польщі, у гміні Пулави Пулавського повіту Люблінського воєводства.
Населення — 361 особа (2011).

## Демографія
Демографічна структура станом на 31 березня 2011 року:
|          | Загалом | Допрацездатний вік | Працездатний вік | Постпрацездатний вік |
| -------- | ------- | ------------------ | ---------------- | -------------------- |
| Чоловіки | 169     | 36                 | 112              | 21                   |
| Жінки    | 192     | 37                 | 111              | 44                   |
| Разом    | 361     | 73                 | 223              | 65                   |